# Arnstorf
Arnstorf település Németországban, azon belül Bajorországban. Lakosainak száma 7548 fő (2023. december 31.). Arnstorf Schönau, Dietersburg, Johanniskirchen, Roßbach, Falkenberg, Malgersdorf, Simbach és Eichendorf községekkel határos.

## Népesség
A település népessége az elmúlt években az alábbi módon változott:
| Lakosok száma | 1262 | 2444 | 4556 | 5579 | 6671 | 6695 | 6779 | 6979 | 7320 | 7548 |
|               | 1875 | 1950 | 1975 | 1987 | 2012 | 2014 | 2016 | 2017 | 2021 | 2023 |